# Bridelia parvifolia
Bridelia parvifolia là một loài thực vật có hoa trong họ Diệp hạ châu. Loài này được Kuntze mô tả khoa học đầu tiên năm 1891.